# Phillis Wheatley
Phillis Wheatley (ca. 1753-1784) fue la primera escritora afroamericana en publicar un libro de poesía en los Estados Unidos. Nacida en África Occidental, fue vendida como esclava a la edad de siete u ocho años y llevada a Norteamérica. Fue comprada por la familia Wheatley de Boston, que la enseñó a leer y más tarde la animó a escribir poesía cuando vieron su talento. Le dieron el nombre de "Phillis" porque así se llamaba el barco que la trajo, y Wheatley, que era el apellido del mercader que la compró. 
En un viaje a Londres en 1773 con el hijo de su maestro, buscando la publicación de su trabajo, se la ayudó a conocer a personas prominentes que se convirtieron en patrocinadores. La publicación en Londres de su obra Poems on Various Subjects, Religious and Moral (Poemas sobre diversos temas, religiosos y morales) el 1 de septiembre de 1773, le dio fama tanto en Inglaterra como en las colonias americanas. Figuras como Francisco de Miranda y George Washington elogiaron su trabajo. Unos años después, el poeta afroamericano Jupiter Hammon elogió su trabajo en un poema suyo.
Phillis fue emancipada (liberada) por los Wheatley poco después de la publicación de su libro. Se casó alrededor de 1778. Dos de sus hijos murieron cuando eran bebés. Al poco tiempo de que su marido fuera encarcelado por deudas en 1784, Wheatley cayó en la pobreza y murió enferma a sus 31 años. Su último hijo murió poco después.

## Primeros años
Aunque la fecha y el lugar de su nacimiento no están documentados, los estudiosos creen que Phillis Wheatley nació en 1753 en África Occidental, muy probablemente en la actual Senegal. Wheatley fue vendida por un jefe local a un comerciante extranjero, que la llevó a Boston, en la colonia británica de Massachusetts, el 11 de julio de 1761, en un barco de esclavos llamado Phillis, propiedad de Timothy Fitch y capitaneado por Peter Gwinn.
A su llegada fue revendida a John Wheatley, un rico comerciante y sastre de Boston que compró a la joven como sirvienta para su esposa Susana. John y Susanna Wheatley llamaron a la joven Phillis, por el barco de esclavos que la había transportado a América. Se le dio el apellido de Wheatley, como era habitual si se usaba algún apellido para los esclavos.
La hija de 18 años de los Wheatleys, Mary, fue la primera tutora de Phillis en lectura y escritura. El hijo de ellos, Nathaniel, también la ayudó. John Wheatley era conocido como un progresista en toda Nueva Inglaterra; su familia le dio a Phillis una educación sin precedentes para una persona esclavizada y para una mujer de color. A los 12 años, leía clásicos griegos y latinos y pasajes difíciles de la Biblia. A los 14 años, escribió su primer poema, To the University of Cambridge, in New England. Reconociendo su capacidad literaria, la familia Wheatley apoyó la educación de Phillis y delegó las tareas domésticas a sus otros esclavos. Los Wheatleys a menudo mostraban sus cualidades a amigos y familiares. Fuertemente influenciada por sus lecturas de las obras de Alexander Pope, John Milton, Homero, Horacio y Virgilio, Phillis comenzó a escribir poesía.

## Vida adulta
En 1773, a la edad de 20 años, Phillis acompañó a Nathaniel Wheatley a Londres, en parte por su salud, pero también porque Susanna creía que Phillis tendría más posibilidades de publicar su libro de poemas allí. Tuvo una audiencia con el alcalde de Londres y otros miembros importantes de la sociedad británica. Selina Hastings, condesa de Huntingdon, se interesó por la talentosa joven africana y fue la patrocinadora del volumen de poemas de Wheatley, asegurando su publicación en Londres en el verano de 1773. Como Hastings estaba enferma, ella y Wheatley nunca se conocieron.
Después de la publicación de su libro, en noviembre de 1773 la familia Wheatley emancipó (liberó oficialmente) a Phillis Wheatley. Su antigua patrona, Susanna Wheatley, murió en la primavera de 1774 y John Wheatley en 1778. Poco después, Phillis Wheatley conoció y se casó con John Peters, un tendero negro libre. Se enfrentaron a las malas condiciones de vida y la muerte de sus dos bebés.

### Otros escritos
Phillis Wheatley escribió una carta al reverendo Samson Occom, elogiándolo por sus ideas y creencias de cómo los esclavos deben recibir sus derechos naturales de nacimiento en Norteamérica. Wheatley también intercambió cartas con el filántropo británico John Thornton, quien habló de Wheatley y su poesía en correspondencia con John Newton. Junto con su poesía, expresó sus pensamientos, comentarios y preocupaciones a los demás.
En 1775, envió una copia de un poema titulado To His Excellency, George Washington (A su Excelencia, George Washington) al general militar. En 1776, Washington invitó a Wheatley a visitarlo en su cuartel general en Cambridge (Massachusetts), lo que ella hizo en marzo de 1776. El filósofo liberal Thomas Paine reeditó el poema en la Pennsylvania Gazette en abril de 1776.
En 1779, Wheatley presentó una propuesta para un segundo volumen de poemas, pero no pudo publicarlo debido a dificultades financieras, pérdida de clientes tras su emancipación (la publicación de libros se basaba a menudo en la obtención de suscripciones para ventas garantizadas de antemano) y la Guerra de Independencia (1775-83). Sin embargo, algunos de sus poemas que iban a ser publicados en el segundo volumen fueron posteriormente publicados en panfletos y periódicos.
Su marido John Peters fue encarcelado por deudas en 1784. La empobrecida Wheatley tenía un hijo pequeño y enfermizo. Trabajó como criada en una pensión para mantenerse, un tipo de trabajo doméstico que nunca había hecho antes. Wheatley enfermó y murió el 5 de diciembre de 1784, a la edad de 31 años. Su pequeño hijo murió poco después.

## Poesía
En 1770 escribió un tributo poético sobre la muerte del calvinista George Whitefield, que le fue merecedor de una aclamada popularidad en Boston. Su poesía fue admirada por muchas de las figuras imperantes de la Revolución Norteamericana, inclusive George Washington, quien se refirió a ella por su «gran genio poético» y le agradeció personalmente por un poema que escribió en su honor. En este poema, His Excellency General Washington, el precursor de la independencia de América, Francisco de Miranda encontró la palabra, Columbia, que adaptaría como nombre para su Archivo, la Colombeia y como nombre para su proyecto de incanato continental, Colombia, que, muchos años más tarde, se conocería como la Gran Colombia, el fallido intento de unificación de varias repúblicas en América.
No obstante, esta admiración por Wheatley no era universal. Por ejemplo, Thomas Jefferson estaba dentro de los críticos más duros de su poesía, escribiendo: «The heroes of The Dunciad are to her, as Hercules to the author of that poem» / «Los héroes de La Dunciada son para ella, como Hércules para el autor de aquel poema» (La Dunciada es el poema más conocido de Alexander Pope).
La poesía de Wheatley gira en torno a temas cristianos, con muchos poemas dedicados a personalidades famosas. Escasa vez menciona su propia situación en los poemas que escribe. Uno de los pocos que tratan la esclavitud es "On being brought from Africa to America" (Sobre haber sido traída de África a Estados Unidos).

Twas mercy brought me from my Pagan land,

Taught my benighted soul to understand

That there's a God, that there's a Saviour too:

Once I redemption neither sought nor knew.

Some view our sable race with scornful eye,

"Their colour is a diabolic dye."

Remember, Christians, Negroes, black as Cain,

May be refin'd, and join th' angelic train.
Fue la misericordia la que me trajo de mi tierra pagana,

le enseñó a mi alma ignorante a entender

que hay un Dios, que hay un Salvador también:

no lo conocía ni lo buscaba, me redimió.

Algunos ven nuestra raza azabache con ojos de desprecio,

«Su color tiene un tinte diabólico».

Recuerden, cristianos, que los negros, negros como Caín,

pueden ser refinados y unirse al tren angelical.

Debido a que mucha gente blanca encontraba difícil de creer que una mujer negra pudiera ser tan inteligente como para escribir poesía, en 1772 Wheatley debió defender su capacidad literaria en la corte. Fue examinada por un grupo de intelectuales de Boston, entre ellos John Erving, el reverendo Charles Chauncey, John Hancock, Thomas Hutchinson, el gobernador de Massachusetts, y su teniente gobernador Andrew Oliver. Concluyeron que, de hecho, ella era la autora de los poemas adscriptos a su persona y firmaron un certificado que fue publicado en el prefacio a su libro de Poems on Various Subjects, Religious and Moral, editado en Aldgate, Londres, en 1773. El trabajo fue publicado en Londres porque la editorial en Boston se había negado a aceptarlo. Phillis y el hijo de su señor, Nathanial Wheatley, fueron a Inglaterra, donde Selina Hastings condesa de Huntingdon y William Legge II conde de Dartmouth le ayudaron con incentivos económicos.
Algunos críticos citan la exitosa defensa de Wheatley de su poesía en corte y la publicación de su libro como el primer reconocimiento oficial de la literatura afroamericana.
En 1778, el poeta afroamericano Jupiter Hammon compuso una "Oda a Wheatley". El autor nunca se menciona a sí mismo en el poema, pero tal parece que eligiendo a Wheatley como motivo, estaba reconociendo su origen común. El compositor indonesio Ananda Sukarlan ha puesto música a varios poemas de Wheatley, entre otros On Virtue y On Being Brought from Africa to America.

## Últimos años
Tras la muerte de John y Susannah Wheatley, Phillis contrajo matrimonio con un negro liberto y de profesión verdulero llamado John Peters. Luego de que su marido la abandonara, realizó tareas domésticas como sirvienta. Ni el trabajo duro ni su habilidad artística le brindarían prosperidad, lo que desembocaría en su temprano deceso a la edad de 31, sumida en la pobreza, y muriendo su tercer hijo unas horas después. Un segundo volumen de poesía en el que se encontraba trabajando se ha perdido.

## Trabajos

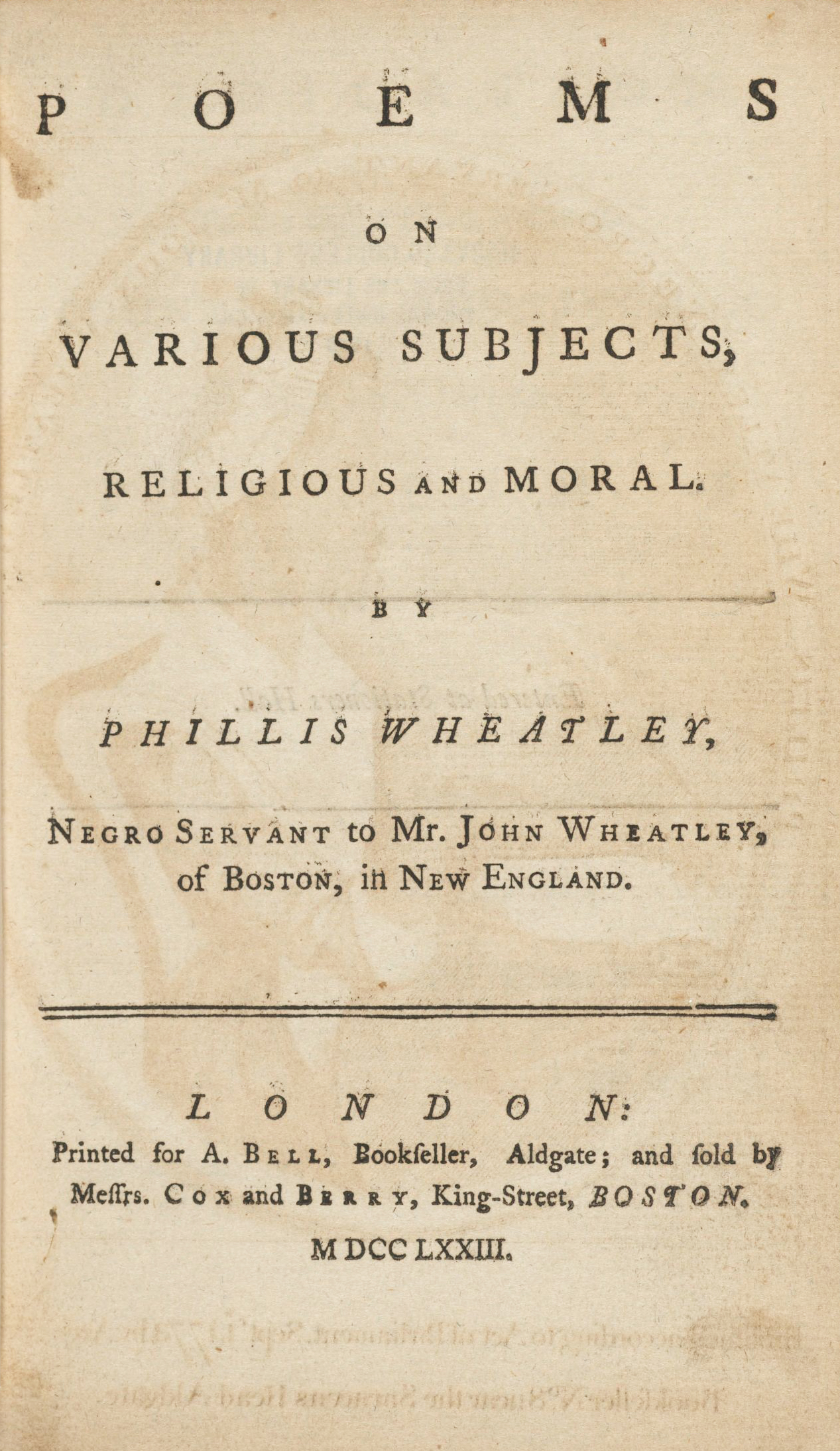
Poems on Various Subjects, Religious and Moral, 1773

- An Elegy, Sacred to the Memory of the Great Divine, the Reverend and Learned Dr. Samuel Cooper, Who Departed This Life December 29, 1783--Una Elegía, Dedicada a la Memoria del Gran Divino, el Reverendo y Cultivado Dr. Samuel Cooper, Quien dejó esta Vida el 29 de diciembre de 1783

- Memoir and Poems of Phillis Wheatley, a Native African and Slave (Boston: Published by Geo. W. Light, 1834), also by Margaretta Matilda Odell -- Memoria y Poemas de Phillis Wheatley, una Nativa Africana y Esclava

- Poems on Various Subjects, Religious and Moral, published in 1773 To His Excellency George Washington --Poemas sobre Varios Asuntos, Religiosos y Morales, publicado en 1773 a Su Excelencia George Washington (1776)